# Charlotte Wells
Charlotte Wells es una productora, guionista y directora de cine británica. Es conocida por su debut cinematográfico Aftersun (2022), trabajo por el que recibió los premios Gotham y British Independent Film Awards.

## Biografía
Wells nació en Edimburgo. Se graduó con una licenciatura en Artes Clásicas por el King's College de Londres y luego con una maestría en Artes por la Universidad de Oxford. Siguió el programa conjunto de posgrado en negocios y cine de la Universidad de Nueva York con la intención de convertirse en productora. Completó sus estudios con un máster en Bellas Artes y una maestría en Administración de Empresas en la Tisch School of the Arts y la Escuela Stern de la NYU. Mientras estudiaba, realizó tres cortometrajes: Tuesday (2015), Laps (2016) y Blue Christmas (2017). 

## Carrera
Wells fue miembro del Sundance Institute Screenwriters and Directors Labs de 2020 con su debut cinematográfico Aftersun, que se estrenaría en el Festival de Cine de Cannes de 2022. La película es un drama sobre la relación paterno filial protagonizado por Paul Mescal y Frankie Corio.